# Matthew Mayfield
Matthew Mayfield (9 de maio de 1983) é um cantor e compositor norte-americano de Birmingham, Alabama. Originalmente o vocalista do grupo Moses Mayfield, que se desfez em 2008, Matthew lançou uma carreira solo. Ele anunciou o lançamento de seu EP de estreia, intitulado The Fire EP, em 25 de agosto de 2008.

## Carreira a solo
Não muito tempo depois a banda se separar, Matthew Mayfield começou fazendo shows em redor de Birmingham, Alabama, geralmente solos acústicos, mas de vez em quando com uma nova banda de apoio. No espaço de um ano, ele lançou de forma independente um álbum de canções acústicas, incluindo versões acústicas de músicas que já apareciam no álbuns de Moses Mayfield, The Inside. Ele também revelou que Moses Mayfield se separou principalmente devido a desentendimentos com a gravadora, bem como devido a alguns membros terem decidido deixar a banda devido a essas divergências. A combinação dessas duas situações levou à súbita separação da banda.
Entre 2009 e 2010, Mayfield lançou mais cinco EP's, cada um com uma canção livre: "Five Chances Remain Hers" em 27 de julho de 2009, "Maybe Next Christmas" em 21 de dezembro de 2009, "Breathe Out In Black" em 9 de fevereiro de 2010, "Man-Made Machines" em 16 de março de 2010, e "You're Not Home" em 17 de abril de 2010. Depois da Conferência de Mídia e Música do SXSW em 2010, o site de análise de música Next Big Sound classificou Matthew em sexto lugar em sua lista dos dez artistas com o mais rápido crescimento de buzz no evento.
Em 2010, Mayfield lançou de forma independente seu primeiro álbum de estúdio, Now You're Free. O álbum entrou no Top 20 das paradas na categoria de rock do iTunes na primeira semana. Desde essa altura, ele começou uma preenchida agenda de shows com uma banda completa, e um novo som de rock mais polido. Com o lançamento do álbum, Mayfield fez turnês com artistas como Needtobreathe e Will Hoge. Várias das faixas de Now You're Free foram usadas na série Teen Mom da MTV, bem como na série Ringer da The CW.
Em janeiro de 2012, Mayfield comunicou no Facebook que estava no estúdio de gravação e se preparava para lançar seu segundo álbum de estúdio em 29 de maio de 2012. Ele pediu aos fãs para ir ao site PledgeMusic para arrecadar dinheiro para a gravação e distribuição de seu novo álbum, e onde também deu atualizações sobre suas novas músicas e sobre o novo álbum, chamado A Banquet for Ghosts.

## Discografia

### EP's
2008 - The Fire EP
1. Seasons In Our Dreams
2. Dead To You (canção gratuita)[9]
3. By Your Side
4. The Devil Within
5. First In Line
6. Razorblade
7. Element
8. As Long As You're Not Leaving

2009 - Five Chances Remain Hers
1. Open Road
2. Her Name Was December
3. Lives Entwined
4. Timeless Art
5. Better
6. Wrapped In Rain

2009 - Maybe Next Christmas
1. Maybe Next Christmas (canção gratuita[10])
2. So Long, So Long
3. Her Name Was December
4. Better (Kensington Rd. Sessions) (canção gratuita)[10]
5. Fact or Fable (Kensington Rd. Sessions)
6. Old Friend
7. Virginia Gray

2010 - Breathe Out In Black
1. Can't Change My Mind (canção gratuita)[11]
2. Simple
3. Breathe Out In Black
4. Ease Your Mind
5. Revelation (ao vivo)

2010 - Man-Made Machines
1. Man-Made Machines (canção gratuita)[12]
2. Safe & Sound
3. A Cycle
4. Who Am I
5. Golden Opportunity

2010 - You're Not Home
1. The Last Ride
2. Missed Me
3. Fire Escape (canção gratuita)[7]
4. Still Alive
5. Out on Our Own

2013 - Irons in the Fire
1. In or Out
2. Look Me in the Eye
3. Miles & Miles
4. Tonight (remasterizado)
5. Follow You Down
6. Fire Escape (Catherine Marks Remix) [com John Paul White]
7. Miles & Miles (acústico + instrumentos de corda)
8. Fire Escape (remasterizado)

### Álbuns de estúdio
2011 - Now You're Free
1. Come Back Home
2. Missed Me
3. Fire Escape
4. Man-Made Machines
5. Now You're Free
6. Element
7. Ghost
8. A Cycle
9. Tonight
10. Can't Change My Mind
11. Grow Old With You

2011 - Now You're Free LP (ordem das faixas diferente)
1. Missed Me
2. Ghost
3. Come Back Home
4. Now You're Free
5. A Cycle
6. Grow Old With You
7. Fire Escape
8. Man-Made Machines
9. Element
10. Tonight
11. Can't Change My Mind

2012 - A Banquet for Ghosts
1. Ain't Much More To Say
2. Take What I Can Get
3. Cold Winds
4. Track You Down
5. Heart In Wire
6. I Don't Know You At All
7. A Banquet For Ghosts
8. Carry Me
9. Always Be You
10. Beautiful
11. Safe And Sound

## Uso das canções em séries de televisão
| Show           | Canção           | Data                   | Notas                                                  |
| -------------- | ---------------- | ---------------------- | ------------------------------------------------------ |
| Grey's Anatomy | "First In Line"  | 7 de Maio de 2009      | S05E22 - "What A Difference A Day Makes"               |
| Grey's Anatomy | "Better"         | 21 de Janeiro de 2010  | S06E12 - "I Like You So Much Better When You're Naked" |
| Hart of Dixie  | "Ease Your Mind" | 14 de Novembro de 2011 | S01E07 - "The Crush & The Crossbow"                    |
| Ringer         | "Fire Escape"    | 15 de Novembro de 2011 | S01E09 - "Shut Up and Eat Your Bologna"                |